# Dōbutsu no Kuni
Dōbutsu no Kuni (どうぶつの国, Doubutsu no Kuni, lit. «El país dels animals») és un manga shōnen, de gènere comèdia, de l'autor Makoto Raiku. Es va iniciar la seva publicació el 9 de setembre de 2009 a la revista Bessatsu Shōnen Magazine de l'editorial Kōdansha, i va finalitzar la seva publicació el 9 de febrer de 2014. El mateix de la primera publicació, Raiku va guanyar el 37è Kodansha Manga Award. Actualment, el manga s'ha publicat, a més del Japó, als Estats Units, França i Taiwan.
El manga s'ambienta en un món sense humans que es regeix per la llei de la jungla. Allà, un tanuki anomenat Monoko es troba de sobte amb un nadó humà i decideix criar-lo com si fos seu.